# Lphant Plus
Lphant Plus en un mod del cliente P2P Lphant, cuyas modificaciones se centran en una renovación de la Interfaz gráfica de usuario. Fue utilizado como alternativa al Lphant de aquel momento que pedía como condición obligatoria la instalación del spyware WhenUSave, ya que Lphant Plus no lo contiene.
Lphant Plus sólo funciona en Windows, y existen dos versiones, cuya diferencia radica en la instalación o no de una barra de búsqueda en el navegador Internet Explorer.
Al igual que con el cliente original, con Lphant Plus también se puede descargar un mismo archivo simultáneamente de las redes eDonkey2000 y BitTorrent. Del mismo modo, incluye la opción del Webcaché. Todo esto se debe a que el núcleo de Lphant Plus es el mismo que el de Lphant.
Este mod sigue siendo utilizado por usuarios que aún tienen como sistema operativo Windows 98, debido a  su compatibilidad y estabilidad.
- Datos: Q5981744